# Revista de Cataluña
|  | Aquest article tracta sobre la publicació dels anys 1862-1863. Si cerqueu altres revistes homònimes, vegeu «Revista de Catalunya (desambiguació)». |

Revista de Cataluña va ser una publicació periòdica editada a Barcelona els anys 1862 i 1863, amb una temàtica àmplia.

## Característiques generals
Amb continguts principalment en castellà, però també en català, en la primera època portava un llarg subtítol indicant que es tractava d'un Periódico quincenal d'història, ciències, arts, literatura, interessos morals i materials, indústria i comerç, etc.
De fet, en la presentació ("prospecto") del primer número, amplien el "quadre, no complet, de les matèries que s'hauran de tractar" amb conceptes més específics com ara els monuments, les biografies, la formació de les llengües, les constitucions polítiques, o els costums. Tanmateix, el seu caràcter historicista i la seva reivindicació d'un millor coneixement de la història de Catalunya feien que les seccions d'investigació històrica i de literatura fossin les que presentessin un nombre més gran d'articles.
Va començar a sortir l'1 de gener del 1862. El seu format era el de quaderns col·leccionables de 48 pàgines, publicats l'1 i el 15 de cada mes, de manera que cada vuit números s'enquadernaven en un volum. Ocasionalment s'acompanyava de làmines, gravades en boix, representant monuments esmentats o bé retrats dels catalans celebres biografiats.
A partir de l'agost del 1862 la revista canvia de format, passant de ser una revista quinzenal a ser una revista setmanal, també de caràcter literari però sense publicar ja en català.

## Equip humà
L'editor de la revista era Salvador Manero Bayarri, un dels més importants editors que, en una Barcelona on les publicacions per entregues havien arribat a un gran apogeu, precisament havia començat com a repartidor d'entregues.
Lluís Cutchet, molt vinculat als Jocs Florals, n'era el responsable principal. L'equip de redacció era molt nombrós, de fins a 84 membres, provinents de les diferents regions de l'antiga Corona d'Aragó i amb tendències ideològiques diverses, entre els quals destaquen Víctor Balaguer, Manuel de Bofarull, Josep Coll i Vehí, Anselm Clavé, Manuel Duran i Bas o Joan Mañé i Flaquer. A la llista de col·laboradors també hi apareixen dones, com ara Àngela Grassi, Victòria Peña de Amer o Isabel de Villamartín.

## Línia editorial
El seu esperit de vinculació a l'antiga Corona d'Aragó queda molt palès en el "prospecto" inicial, on ja anticipen que "en els Estudis històrics, naturalment tindran preferència els referits a les províncies que van formar l'antiga Corona d'Aragó, sense que això impliqui que s'excloguin els relatius a la resta d'Espanya, ni del món en general".
La Revista de Cataluña apostava per la reafirmació de la realitat catalana en el si de l'Estat espanyol. Víctor Balaguer hi publicà, en sis lliuraments, el seu treball històric Una expedición de catalanes y aragoneses a oriente i Terenci Thos i Codina hi defensà el paper dels Jocs Florals com la manifestació d'un procés general de recuperació de l'esperit nacional català. També cal destacar que Josep Leopold Feu publicà a les seves pàgines un article contra la centralització políticoadministrativa i la uniformització cultural que s'estaven impulsant des de les altes instàncies de l'Estat.